# Bellidinae
 Bellidinae  Benth. & Hook.f, 1873 è una sottotribù di piante angiosperme dicotiledoni della famiglia delle Asteraceae (sottofamiglia Asteroideae e tribù Astereae/clade Bellis lineage).

## Etimologia
Il nome della sottotribù deriva dal suo genere tipo Bellis L. la cui etimologia, per fiori così comuni come quelli di questo genere, è sempre un problema in quanto si deve risalire parecchio indietro nel tempo. Alcuni dicono che il nome derivi da Bellide, una delle barbare e crudeli figlie (chiamate Danaidi) di Dànao, re di Argo; altri lo fanno derivare dal latino bellum (= guerra) in riferimento alle sue presunte capacità di guarire le ferite. Più facilmente, secondo i filologi moderni, il suo nome deriva dall'aggettivo (sempre latino) bellus (= bello, grazioso) con riferimento alla delicata freschezza di questo fiorellino. Questo nome era già utilizzato dallo scrittore romano Plinio (Como, 23 – Stabia, 25 agosto 79).
Il nome scientifico della sottotribù è stato definito dai botanici George Bentham (1800-1884) e Joseph Dalton Hooker (1817-1911) nella pubblicazione " Genera Plantarum ad exemplaria imprimis in herbariis Kewensibus" ( Gen. Pl. [Bentham & Hooker f.] 2(1): 166, 176) del 1873.

## Descrizione

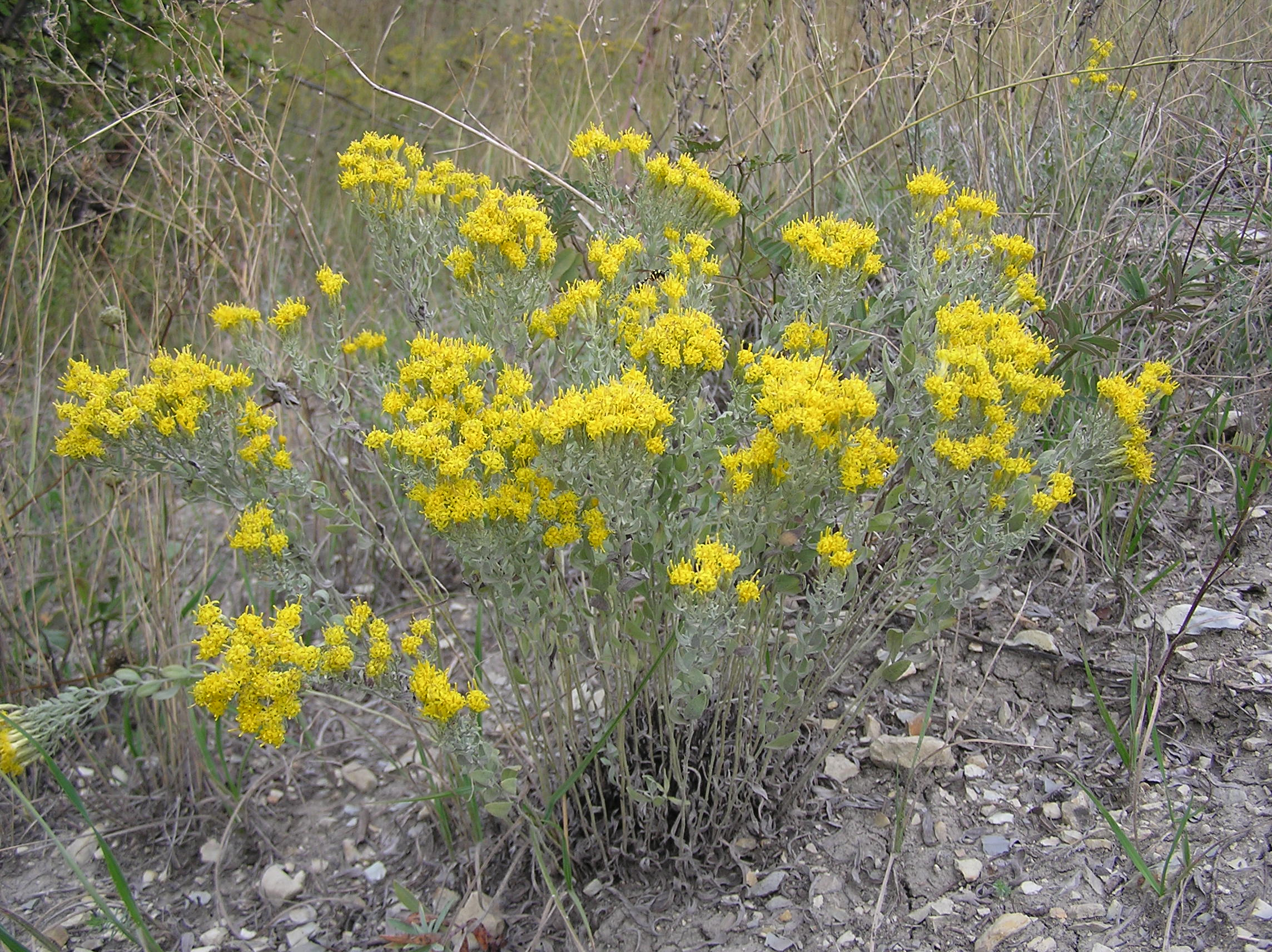
Il portamento
Galatella vilosa

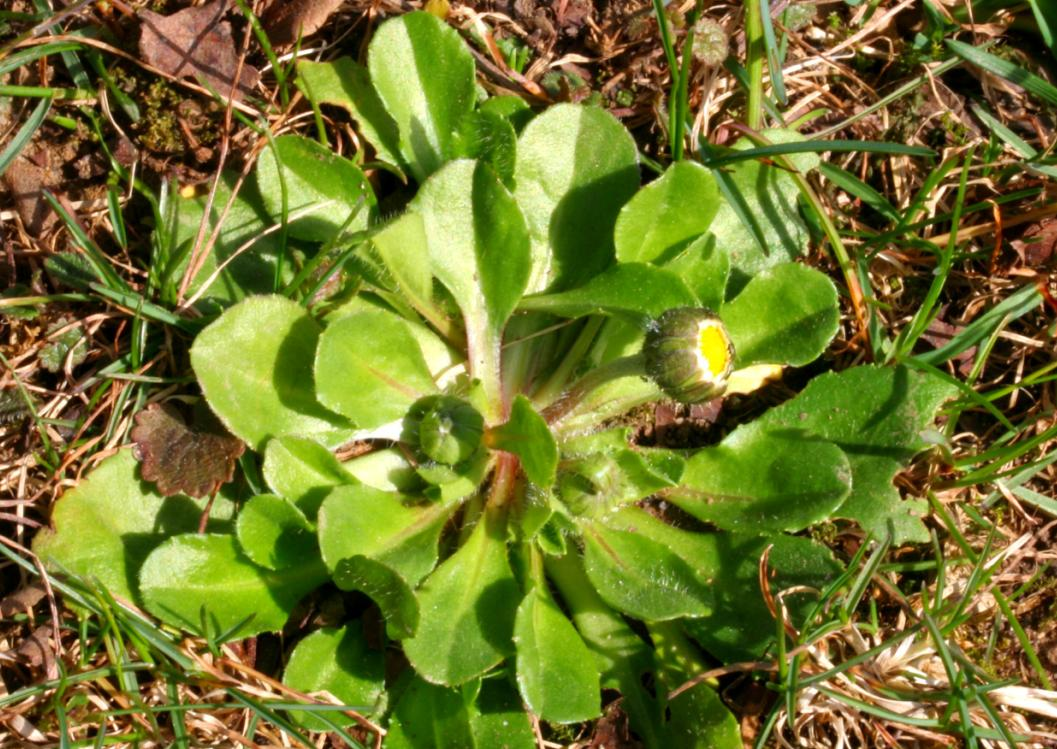
Le foglie
Bellis_perennis

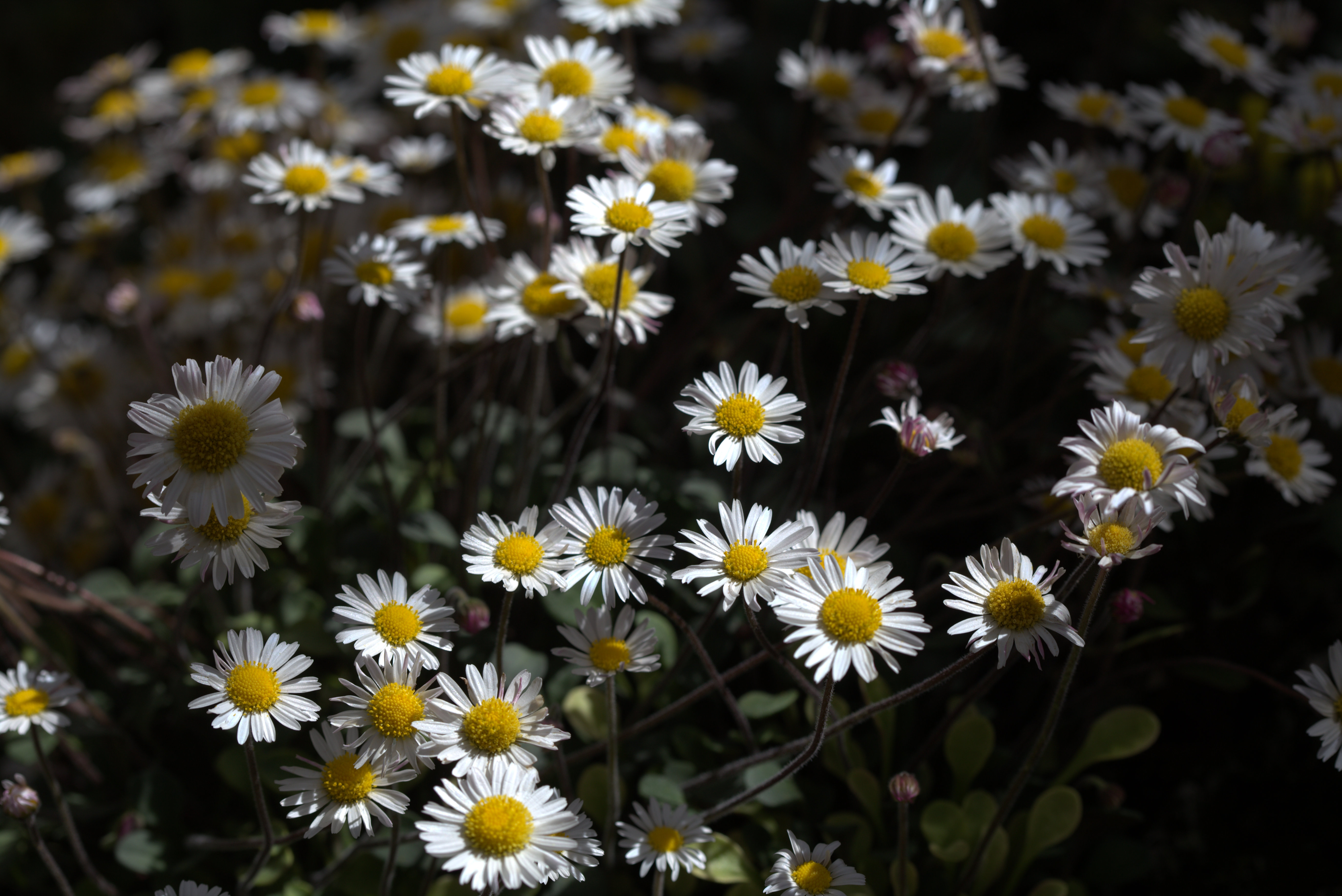
Infiorescenza
Bellium_crassifolium

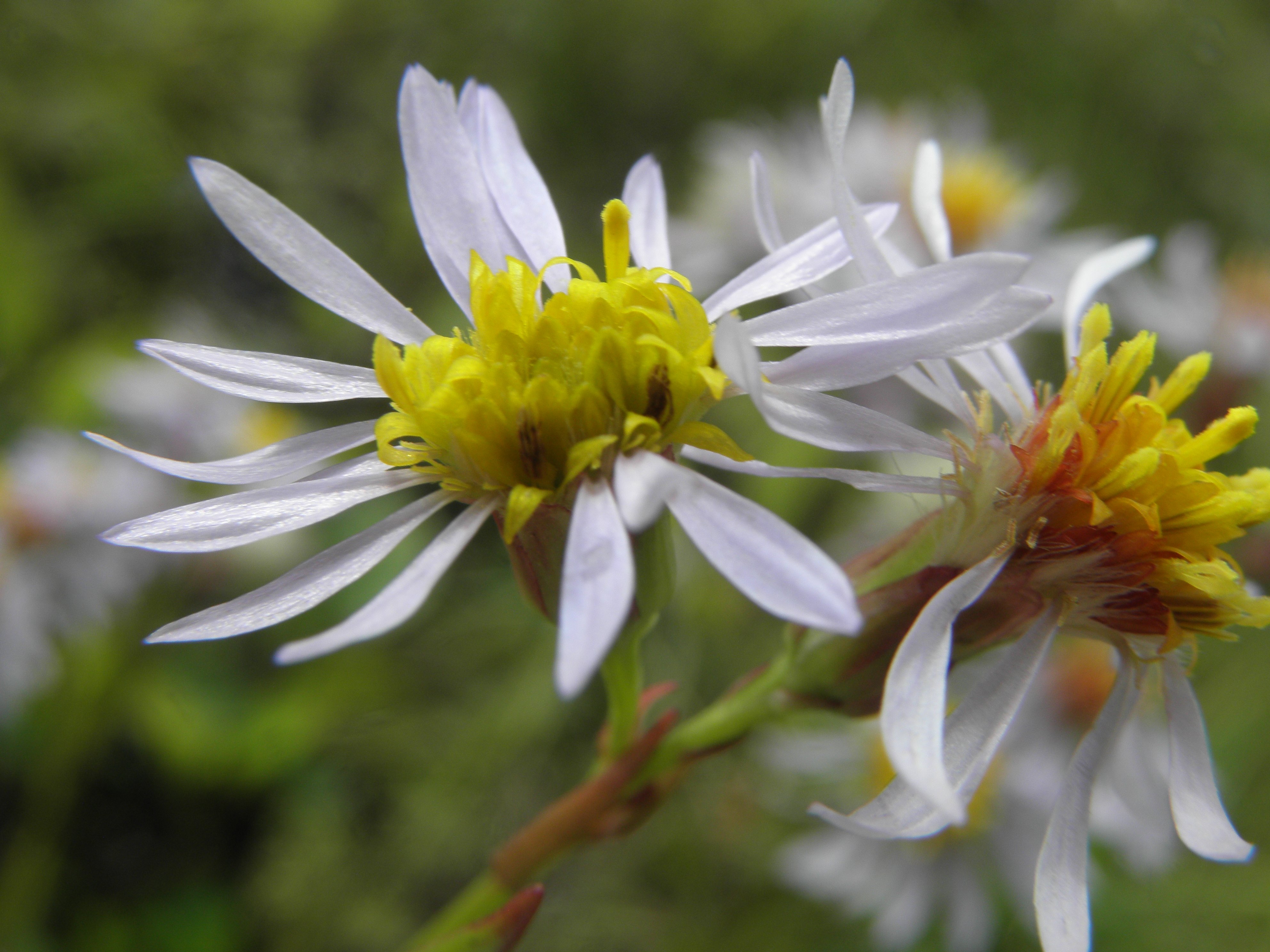
I fiori
Tripolium pannonicum

Portamento.  Le specie di questa sottotribù hanno un habitus di tipo erbaceo annuale o perenne. Sono piante più o meno acauli, senza un fusto vero e proprio: il peduncolo fiorale nasce direttamente dalla rosetta basale. La forma biologica prevalente è emicriptofita rosulata (H ros), ossia sono piante erbacee (quasi cespitose) perenni con gemme svernanti al livello del suolo e protette dalla lettiera o dalla neve con delle foglie disposte a formare una rosetta basale.
Fusto. Il caule è eretto e molto breve, pressoché privo di foglie (fusto afillo), alla sommità della quale si trova l'infiorescenza. L'altezza di queste piante difficilmente supera i 50 cm.
Foglie. Le foglie sono disposte in modo alternato, e quasi sempre sono picciolate. Normalmente è presente solamente una rosetta basale. Raramente si possono avere alcune foglie alla base dello scapo. La lamina delle foglie è semplice e ampia con forme spatolate allungate e ristrette verso il picciolo mentre la parte più larga è verso l'apice della foglia; altri tipi di foglia sono a lamina più o meno circolare, lievemente dentata (o crenulata) all'apice e percorsa da un nervo centrale. Non sono presenti ghiandole.
Infiorescenza. Le sinflorescenze sono del tipo uniflora, composte da un unico capolino. Le infiorescenze vere e proprie sono composte da un capolino terminale peduncolato di tipo radiato con fiori eterogami. I capolini sono formati da un involucro, con forme da cilindriche a emisferiche, composto da diverse brattee, al cui interno un ricettacolo fa da base ai fiori di due tipi: fiori del raggio e fiori del disco. Le brattee, piatte (e verdi) con forme più o meno lanceolate e arrotondate o appuntite all'apice e ricoperte da una sottile e irregolare peluria, a consistenza erbacea, sono disposte in modo più o meno embricato su due o tre serie. Il ricettacolo in genere è nudo ossia senza pagliette a protezione della base dei fiori; la forma è conica.
Fiori.  I fiori sono tetra-ciclici (formati cioè da 4 verticilli: calice – corolla – androceo – gineceo) e pentameri (calice e corolla formati da 5 elementi). Si distinguono in:
- fiori del raggio (esterni): sono femminili (fertili) e sono disposti su una sola serie; la forma è ligulata (zigomorfa) allargata;
- fiori del disco (centrali): sono più numerosi con forme brevemente tubulose (attinomorfe); sono ermafroditi.

- Formula fiorale:

*/x K {\displaystyle \infty }, [C (5), A (5)], G 2 (infero), achenio
- Calice: i sepali del calice sono ridotti ad una coroncina di squame.

- Corolla: 
  - fiori del raggio: la forma della corolla alla base è più o meno tubulosa-imbutiforme, mentre all'apice è ligulata; la ligula allargata può terminare con alcuni denti; il colore è bianco con sfumature rosate;
  - fiori del disco: la forma è tubulare bruscamente divaricata in 4 - 5 lobi; i lobi, patenti o eretti, hanno una forma deltata o più o meno lanceolata; il colore è giallo.

- Androceo: l'androceo è formato da 5 stami sorretti da filamenti generalmente liberi; gli stami sono connati e formano un manicotto circondante lo stilo; le teche (produttrici del polline) alla base sono troncate e sono lievemente auricolate (molto raramente sono speronate o hanno una coda); le appendici apicali delle antere hanno delle forme piatte e lanceolate; il tessuto endoteciale (rivestimento interno dell'antera) è quasi sempre polarizzato (con due superfici distinte: una verso l'esterno e una verso l'interno). Il polline è sferico con un diametro medio di circa 25 micron;  è tricolporato (con tre aperture sia di tipo a fessura che tipo isodiametrica o poro) ed è echinato (con punte sporgenti).[11][13]

- Gineceo: l'ovario è infero uniloculare formato da 2 carpelli.[7] Lo stilo (il recettore del polline) è profondamente bifido (con due stigmi divergenti) e con le linee stigmatiche marginali e separate.[14] I due bracci dello stilo hanno una forma deltata e possono essere papillosi.

Frutti. I frutti sono degli acheni con pappo; in alcune specie è presente un certo dimorfismo (gli acheni dei fiori del raggio differiscono dagli acheni dei fiori del disco);
- achenio: gli acheni hanno delle forme obovate compresse con un paio di coste; la superficie non è ghiandolosa e non sono presenti setole con apici a forma di ancora; la parete dell'achenio è formata da celle contenenti rafidi ma prive di fitomelanina; il carpoforo normalmente è anulare; il frutto è indeiscente;
- pappo: il pappo è formato da alcune setole o in alternanza delle squame laciniate. A volte i pappo è assente.

## Biologia
Impollinazione: l'impollinazione avviene tramite insetti (impollinazione entomogama tramite farfalle diurne e notturne).

Riproduzione: la fecondazione avviene fondamentalmente tramite l'impollinazione dei fiori (vedi sopra).

Dispersione: i semi (gli acheni) cadendo a terra sono successivamente dispersi soprattutto da insetti tipo formiche (disseminazione mirmecoria). In questo tipo di piante avviene anche un altro tipo di dispersione: zoocoria. Infatti gli uncini delle brattee dell'involucro (se presenti) si agganciano ai peli degli animali di passaggio disperdendo così anche su lunghe distanze i semi della pianta. Inoltre per merito del pappo il vento può trasportare i semi anche a distanza di alcuni chilometri (disseminazione anemocora).

## Distribuzione e habitat
Le specie di questa sottotribù sono distribuite Eurasia e particolarmente nel Mediterraneo.

## Sistematica
La famiglia di appartenenza di questa voce (Asteraceae o Compositae, nomen conservandum) probabilmente originaria del Sud America, è la più numerosa del mondo vegetale, comprende oltre 23.000 specie distribuite su 1.535 generi, oppure 22.750 specie e 1.530 generi secondo altre fonti (una delle checklist più aggiornata elenca fino a 1.679 generi). La famiglia attualmente (2021) è divisa in 16 sottofamiglie; la sottofamiglia Asteroideae è una di queste e rappresenta l'evoluzione più recente di tutta la famiglia.

### Filogenesi
Il gruppo di questa voce è descritto nella tribù Astereae, una delle 21 tribù della sottofamiglia Asteroideae). Da un punto di vista filogenetico, la tribù Astereae fa parte del supergruppo (o sottofamiglia) "Asteroideae grade"; l'altro è il supergruppo "Non-Asteroideae" contenente il resto delle sottofamiglie delle Asteraceae. All'interno del supergruppo è vicina alle tribù Senecioneae, Calenduleae, Gnaphalieae e Anthemideae.
I caratteri più notevoli della tribù Astereae sono: la base delle antere sono prive di code e non sono calcarate (speronate); le linee stigmatiche dei bracci dello stilo sono totalmente separate; i due bracci dello stilo hanno una forma breve o allungata da lanceolata a deltoide e possono essere papillosi o ricoperti da ciuffi di peli (all'esterno, mentre all'interno sono glabri). La distribuzione della maggior parte delle specie di questo gruppo è nelle regioni temperate nord e sud.
In base alle ultime ricerche nella tribù sono stati individuati (provvisoriamente) 5 principali lignaggi:
- Basal grade: include alcuni generi isolati, il gruppo "South American-Oceania",  alcune sottotribù africane e il gruppo dei generi legnosi del Madagascar.
- Bellis lineage: comprende le sottotribù eurasiatiche e una sottotribù africana.
- Aster lineage: include i generi asiatici di Asterinae e i principali gruppi dell'Australia e dell'Oceania.
- Baccharis lineage: include alcuni gruppi sudamericani.
- North American lineage: include la vasta gamma di sottotribù del Nordamerica, Messico e alcuni gruppi distribuiti nel Sudamerica.

La sottotribù di questa voce è inclusa nel gruppo Bellis lineage insieme alle sottotribù Chamaegerinae e Grangeinae. Questa sottotribù fa parte dell'areale eurasiatico. Da un punto di vista filogenetico il genere Bellis è strettamente collegato al genere Bellium e insieme formano un gruppo monofiletico all'interno della sottortribù Bellidinae. Tuttavia alcuni botanici propongono di includere nella sottotribù anche il clade "sister" (clade parallelo o fratello) formato dai generi più asiatici come Galatella (Cass.) Cass. e Tripolium Nees.
All'interno del gruppo Bellis sono stati individuati due clade annidati (vedi il cladogramma a lato, tratto dallo studio citato e semplificato) e un gruppo basale:
- (1) gruppo B. perennis con cinque specie (sia annuali che perenni) e tre livelli di poliploidia, distribuite in tutto il Mediterraneo (altre specie italiane appartenenti al gruppo: B. annua e B.margaritifolia);
- (2) gruppo B. sylvestris con cinque specie (sia annuali che perenni) e cinque livelli di poliploidia, distribuite soprattutto nel Mediterraneo occidentale;
- (3) gruppo basale di specie perenni con diversi gradi di morfologia.

I due generi Bellis e Bellium si sono diversificati dal gruppo delle Astereae, e quindi hanno colonizzato il bacino del Mediterraneo da circa 7 - 3 milioni di anni fa; mentre il clade più antico Tripolium e Galatella si è separato circa 10 milioni di anni fa.
Alcuni Autori suddividono la sottotribù in tre gruppi:
- "Bellis group" formato dai genere Bellis, Bellium e il genere Bellidiastrum Less. (attualmente considerato un sinonimo del genere Osmitopsis Cass. - Il genere Osmitopsis e incluso nella sottotribù Osmitopsidinae della tribù Anthemideae);
- Galatella group" formato dai generi Tripolium, Galatella e Crinitina. Il genere Crinitina Soják attualmente è considerato un sinonimo del genere Galatella Cass..
- "Kitamuria group" formato dal genere Kitamuria Nesom. Il genere Kitamuria attualmente è considerato un sinonimo del genere Aster.

Il cladogramma seguente, tratto dallo studio citato e semplificato, mostra una possibile configurazione filogenetica del lignaggio.
|  | Tripolium |
|  |           |
|  | Galatella |
|  |           |

|  | Gruppo basale                                                               |
|  |                                                                             |
|  | \| \| Gruppo B. perennis \| \| \| \| \| \| Gruppo B. sylvestris \| \| \| \| |
|  |                                                                             |
|  | Gruppo B. perennis                                                          |
|  |                                                                             |
|  | Gruppo B. sylvestris                                                        |
|  |                                                                             |

|  | Gruppo B. perennis   |
|  |                      |
|  | Gruppo B. sylvestris |
|  |                      |

|  | Gruppo basale                                                               |
|  |                                                                             |
|  | \| \| Gruppo B. perennis \| \| \| \| \| \| Gruppo B. sylvestris \| \| \| \| |
|  |                                                                             |
|  | Gruppo B. perennis                                                          |
|  |                                                                             |
|  | Gruppo B. sylvestris                                                        |
|  |                                                                             |

|  | Gruppo B. perennis   |
|  |                      |
|  | Gruppo B. sylvestris |
|  |                      |

|  | Tripolium |
|  |           |
|  | Galatella |
|  |           |

|  | Gruppo basale                                                               |
|  |                                                                             |
|  | \| \| Gruppo B. perennis \| \| \| \| \| \| Gruppo B. sylvestris \| \| \| \| |
|  |                                                                             |
|  | Gruppo B. perennis                                                          |
|  |                                                                             |
|  | Gruppo B. sylvestris                                                        |
|  |                                                                             |

|  | Gruppo B. perennis   |
|  |                      |
|  | Gruppo B. sylvestris |
|  |                      |

|  | Gruppo basale                                                               |
|  |                                                                             |
|  | \| \| Gruppo B. perennis \| \| \| \| \| \| Gruppo B. sylvestris \| \| \| \| |
|  |                                                                             |
|  | Gruppo B. perennis                                                          |
|  |                                                                             |
|  | Gruppo B. sylvestris                                                        |
|  |                                                                             |

|  | Gruppo B. perennis   |
|  |                      |
|  | Gruppo B. sylvestris |
|  |                      |

I caratteri distintivi delle specie di questa sottotribù sono:
- le piante sono sia rosulate con capolini solitari che in formazioni corimbose;
- i lembi dei fiori del raggio sono piatti (non contorti);
- le setole degli acheni sono semplici.

Il numero cromosomico prevalente in questa sottotribù è: 2n = 18.

### Composizione della sottotribù
La sottotribù Bellidinae comprende 4 generi e 56 specie.
| Genere                | N. specie | Distribuzione                                                       | Caratteri più significativi | Numeri cromosomici | Fiori |
| --------------------- | --------- | ------------------------------------------------------------------- | --- | ------------------ | ----- |
| Bellis L. 1753        | 14        | Eurasia                                                             | Le brattee dell'involucro sono biseriate. - Il pappo è assente oppure è formato da una anello di molto piccole scaglie.                                                                                             | 2n = 18            |       |
| Bellium L., 1771      | 5         | Mediterraneo (Baleari, Corsica, Sardegna, Sicilia, Cipro e Anatolia | Le brattee dell'involucro è mono-seriato. - Il pappo è formato da un anello interno di setole e un anello esterno di scaglie.                                                                                       | 2n = 18            |       |
| Galatella Cass., 1825 | 34        | Eurasia (Asia settentrionale) e Africa (nord-ovest)                 | Le brattee dell'involucro sono disposte su 3 - 5 serie in modo scalato. - I fiori del raggio sono presenti ma sterili. - Le scanalature degli acheni non sono molto evidenti.- Il pappo ha due-tre serie di setole. | 2n = 18            |       |
| Tripolium Nees., 1832 | 3         | Eurasia e Africa (nord-occidentale)                                 | Le piante sono succulenti e alofite. - L'involucro bratteale è glabro. - Il pappo, pluriseriato, dopo l'antesi si allunga (3 - 4 volte l'achenio).                                                                  | 2n = 18            |       |

### Generi della flora spontanea italiana
Nella flora spontanea italiana sono presenti i seguenti generi di questo gruppo:
Bellis
- Bellis annua L. - Pratolina annuale.
- Bellis sylvestris Cirillo - Pratolina autunnale.
- Bellis margaritaefolia Hunter, P. & R. - Pratolina calabrese.
- Bellis perennis L. - Pratolina comune.
- Bellis pusilla (N. Terr.) Pign. - Pratolina nivale.

Bellium
- Bellium minutum  L. - Pratolina minima.
- Bellium bellidioides  L. - Pratolina spatolata.
- Bellium crassifolium  Moris - Pratolina delle scogliere.

Galatella
- Galatella sedifolia  (L.) Greuter - Astro scabro.
- Galatella linosyris  (L.) Rchb.f. - Astro spillo d'oro.

Tripolium
- Tripolium pannonicum (Jacq.) Dobrocz. - Astro marino.
- Tripolium sorrentinoi (Tod.) Raimondo & Greuter - Astro di Sorrentino.